# Amaxia fallaciosa
Amaxia fallaciosa är en fjärilsart som beskrevs av De Toulgoët. Amaxia fallaciosa ingår i släktet Amaxia och familjen björnspinnare. Inga underarter finns listade i Catalogue of Life.